# Sadie Hawkins-dans
I USA og Canada er en Sadie Hawkins-dans et normalt uformel skolebal arrangeret af en high school (gymnasium), mellemskole eller college/universitet, hvortil kvinderne inviterer mændene. Dette er i modsætning til den traditionelle skik hvor det normalt er mænd som inviterer kvinder til skoledanse som f.eks. promenade dans ("prom") om foråret og homecoming-dans om efteråret.

## Historie
Sadie Hawkins-dansen er opkaldt figuren Sadie Hawkins i tegneseriestriben Li'l Abner skabt af tegneren Al Capp. I striben faldt "Sadie Hawkins Day" på en bestemt (med ikke angivet) dato i november hvert år. De ugifte kvinder i byen Dogpatch i tegneserien måtte den dag jage ungkarlene, og hvis en ungkarl blev fanget skulle han gifte sig med kvinden. Dagen blev introduceret i en tegneseriestribe 15. november 1937. I 1939 blev der afholdt Sadie Hawkins-danse på over 200 colleger ifølge magasinet Life.